# Baghúz
Baghúz je město v syrské provincii Dajr az-Zaur. Město leží na levém břehu řeky Eufrat. S městem Al Búkamál na druhé straně řeky ho spojoval most. Podle sčítání z roku 2004 žilo ve městě 10 649 obyvatel. Poblíž města se nachází významné naleziště chalkolitické Samarrské kultury.
Město Baghúz se stalo posledním územím v Sýrii kontrolovaným silami Islámského státu. 23. března 2019 oznámila koalice Syrských demokratických síl ukončení dočišťovacích operací Baghúzské kapse a tedy kompletní vítězství ve válce proti Islámskému státu.